# Emil Sjöberg
Frans Emil Sjöberg, född 16 november 1852 i Sankt Nicolai församling, Stockholm, död 23 februari 1939 i Hedvig Eleonora församling, var en svensk jurist och ämbetsman.
Sjöberg blev 1870 student vid Uppsala universitet, där han 1875 avlade hovrättsexamen, tjänstgjorde därefter i och under Svea hovrätt, utnämndes 1878 till vice häradshövding, blev 1884 fiskal och 1886 assessor i nämnda hovrätt, 1888 tillförordnad och 1892 ordinarie revisionssekreterare samt 1898 expeditionschef i Lantförsvarsdepartementet. Han var även ledamot eller ordförande i åtskilliga lagstiftningskommittéer. Sjöberg var justitiekansler från 1899 till pensioneringen 1919.

## Utmärkelser
- Kommendör med stora korset av Nordstjärneorden, 5 juni 1909.[2]